# Unione Sportiva Cremonese 1981-1982
Questa voce raccoglie le informazioni riguardanti l'Unione Sportiva Cremonese nelle competizioni ufficiali della stagione 1981-1982.

## Stagione
Nella stagione 1981-1982 la Cremonese ha disputato il campionato di Serie B da neopromossa, classificandosi decima, con 37 punti. La Cremonese riparte da Guido Vincenzi anche nel torneo cadetto, ritorna Fulvio Bonomi, arrivano Claudio Bencina e l'attaccante Sauro Frutti, lo stopper Di Chiara e c'è Gianluca Vialli pronto ad esplodere.
Nonostante questo la partenza è falsa, una sola vittoria nelle prime nove giornate, poi la situazione non migliora, il punto più basso a febbraio con la sconfitta con il Verona (1-5), poi dopo la sconfitta interna con il Foggia (0-1) si dimette l'allenatore Guido Vincenzi, mancano poche partite al termine del torneo, la squadra grigiorossa deve recuperare tre punti per agguantare la zona salvezza, solo un miracolo potrebbe salvare la Cremonese. L'impresa però riesce ad Emiliano Mondonico, in precedenza tecnico delle giovanili, il giovane allenatore di Rivolta d'Adda, prende in mano una squadra spacciata, con solo sette partite da disputare e la salva con un rush finale che ha dell'incredibile.
In Coppa Italia la Cremonese disputa prima del campionato, il girone 5 di qualificazione, che la vede subito eliminata.

## Rosa
| N. |                   | Ruolo | Calciatore          |
| -- | ----------------- | ----- | ------------------- |
|    | Italia (bandiera) | C     | Claudio Bencina     |
|    | Italia (bandiera) | C     | Loris Boni          |
|    | Italia (bandiera) | C     | Fulvio Bonomi       |
|    | Italia (bandiera) | P     | Ruggero Casari      |
|    | Italia (bandiera) | D     | Stefano Di Chiara   |
|    | Italia (bandiera) | D     | Fabio Ferri         |
|    | Italia (bandiera) | C     | Giancarlo Finardi   |
|    | Italia (bandiera) | A     | Sauro Frutti        |
|    | Italia (bandiera) | C     | Maurizio Gaiardi    |
|    | Italia (bandiera) | C     | Gianluigi Galbagini |
|    | Italia (bandiera) | C     | Romano Galvani      |

| N. |                   | Ruolo | Calciatore        |
| -- | ----------------- | ----- | ----------------- |
|    | Italia (bandiera) | D     | Felice Garzilli   |
|    | Italia (bandiera) | C     | Maurizio Gilardi  |
|    | Italia (bandiera) | D     | Vittorio Marini   |
|    | Italia (bandiera) | D     | Danio Montani     |
|    | Italia (bandiera) | D     | Mario Montorfano  |
|    | Italia (bandiera) | C     | David Mugianesi   |
|    | Italia (bandiera) | A     | Mario Nicolini    |
|    | Italia (bandiera) | D     | Sergio Paolinelli |
|    | Italia (bandiera) | P     | Luigi Reali       |
|    | Italia (bandiera) | D     | Plinio Serena     |
|    | Italia (bandiera) | A     | Gianluca Vialli   |

## Risultati

### Serie B

#### Girone di andata
| Arbitro: | Tonolini (Milano) |

|            |           |  |
| Auteri 63’ | Marcatori |  |

| Cremona 20 settembre 1981 2ª giornata | Cremonese         | 0 – 0 | Perugia | Stadio Giovanni Zini\| Arbitro: \| Parussini (Udine) \| |
| Arbitro:                              | Parussini (Udine) |       |         |                                                         |

| Arbitro: | Leni (Perugia) |

|                                       |           |  |
| Moscon 58’ Ranieri 78’ Rossinelli 89’ | Marcatori |  |

| Arbitro: | Giaffreda (Roma) |

|             |           |            |
| Fattori 16’ | Marcatori | 7’ Finardi |

| Arbitro: | Pirandola (Lecce) |

|                                     |           |  |
| Nicolini 11’ Vialli 55’ Montani 74’ | Marcatori |  |

| Arbitro: | Esposito (Torre del Greco) |

|                                             |           |          |
| Traini 36’ Saltutti 80’ Parlanti 85’ (rig.) | Marcatori | 52’ Boni |

| Arbitro: | Paparesta (Bari) |

|             |           |           |
| Galvani 60’ | Marcatori | 34’ Lopez |

| Arbitro: | Bianciardi (Siena) |

|                        |           |              |
| Garritano 52’ Sala 55’ | Marcatori | 19’ Nicolini |

| Cremona 8 novembre 1981 9ª giornata | Cremonese         | 0 – 0 | Pisa | Stadio Giovanni Zini\| Arbitro: \| Parussini (Udine) \| |
| Arbitro:                            | Parussini (Udine) |       |      |                                                         |

| Arbitro: | Bergamo (Livorno) |

|             |           |  |
| Finardi 78’ | Marcatori |  |

| Arbitro: | Patrussi (Arezzo) |

|             |           |            |
| Bagnato 40’ | Marcatori | 90’ Frutti |

| Arbitro: | Tubertini (Bologna) |

|               |           |  |
| Stanzione 10’ | Marcatori |  |

| Arbitro: | Pairetto (Torino) |

|                        |           |                    |
| Frutti 15’ Finardi 27’ | Marcatori | 50’ (rig.) Improta |

| Arbitro: | Esposito (Torre del Greco) |

|  |           |                         |
|  | Marcatori | 54’ Nicolini 75’ Frutti |

| Arbitro: | Facchin (Udine) |

|             |           |               |
| Finardi 66’ | Marcatori | 55’ Torresani |

| Arbitro: | Falzier (Treviso) |

|                                   |           |            |
| De Tommasi 13’ (rig.) Sartori 55’ | Marcatori | 88’ Vialli |

| Cremona 10 gennaio 1982 17ª giornata | Cremonese          | 0 – 0 | Lazio | Stadio Giovanni Zini\| Arbitro: \| Lombardo (Marsala) \| |
| Arbitro:                             | Lombardo (Marsala) |       |       |                                                          |

| Cremona 17 gennaio 1982 18ª giornata | Cremonese         | 0 – 0 | Brescia | Stadio Giovanni Zini\| Arbitro: \| Patrussi (Arezzo) \| |
| Arbitro:                             | Patrussi (Arezzo) |       |         |                                                         |

| Arbitro: | Leni (Perugia) |

|                    |           |  |
| Tivelli 31’ (rig.) | Marcatori |  |

#### Girone di ritorno
| Cremona 7 febbraio 1982 20ª giornata | Cremonese        | 0 – 0 | Varese | Stadio Giovanni Zini\| Arbitro: \| Altobelli (Roma) \| |
| Arbitro:                             | Altobelli (Roma) |       |        |                                                        |

| Perugia 14 febbraio 1982 21ª giornata | Perugia                    | 0 – 0 | Cremonese | Stadio Renato Curi\| Arbitro: \| Esposito (Torre del Greco) \| |
| Arbitro:                              | Esposito (Torre del Greco) |       |           |                                                                |

| Arbitro: | Polacco (Conegliano) |

|                               |           |  |
| Finardi 39’ (rig.) Vialli 63’ | Marcatori |  |

| Arbitro: | Pieri (Genova) |

|            |           |                                                                      |
| Bonomi 20’ | Marcatori | 33’, 41’ Penzo 60’ Ipsaro Passione 72’ Gibellini 83’ (rig.) Guidolin |

| Arbitro: | Pezzella (Frattamaggiore) |

|              |           |            |
| Matteoli 65’ | Marcatori | 24’ Frutti |

| Arbitro: | Angelelli (Terni) |

|                                         |           |                     |
| Bonomi 28’ Frutti 37’ (rig.) Vialli 39’ | Marcatori | 66’ (rig.) Parlanti |

| Arbitro: | Parussini (Udine) |

|                       |           |  |
| La Rosa 61’ Caneo 74’ | Marcatori |  |

| Arbitro: | Lanese (Messina) |

|              |           |                            |
| Nicolini 38’ | Marcatori | 4’ Scanziani 11’ Garritano |

| Arbitro: | Facchin (Udine) |

|                                           |           |  |
| Bertoni 23’ Todesco 46’ Casale 90’ (rig.) | Marcatori |  |

| Arbitro: | Lops (Torino) |

|                |           |            |
| Cantarutti 20’ | Marcatori | 10’ Bonomi |

| Arbitro: | Altobelli (Roma) |

|            |           |               |
| Bonomi 73’ | Marcatori | 76’ De Trizio |

| Arbitro: | Patrussi (Arezzo) |

|  |           |                   |
|  | Marcatori | 89’ Sciannimanico |

| Arbitro: | Pieri (Genova) |

|            |           |                     |
| Tusino 36’ | Marcatori | 72’ (aut.) Lo Russo |

| Arbitro: | Polacco (Conegliano) |

|                                 |           |                  |
| Bonomi 37’ Ferri 60’ Frutti 76’ | Marcatori | 22’ D'Alessandro |

| Pistoia 16 maggio 1982 34ª giornata | Pistoiese        | 0 – 0 | Cremonese | Stadio Comunale\| Arbitro: \| Paparesta (Bari) \| |
| Arbitro:                            | Paparesta (Bari) |       |           |                                                   |

| Arbitro: | Bianciardi (Siena) |

|                    |           |  |
| Finardi 17’ (rig.) | Marcatori |  |

| Arbitro: | Redini (Pisa) |

|  |           |            |
|  | Marcatori | 74’ Bonomi |

| Arbitro: | Bergamo (Livorno) |

|                           |           |                                            |
| De Biasi 12’ Vincenzi 14’ | Marcatori | 50’ Frutti 65’ Nicolini 86’ (rig.) Finardi |

| Arbitro: | Mattei (Macerata) |

|                       |           |  |
| Frutti 52’ Vialli 80’ | Marcatori |  |

### Coppa Italia

#### Primo turno
| Cremona 23 agosto 1981 1ª giornata | Cremonese     | 0 – 0 | Avellino | Stadio Giovanni Zini\| Arbitro: \| Lops (Torino) \| |
| Arbitro:                           | Lops (Torino) |       |          |                                                     |

| Bari 26 agosto 1981 2ª giornata | Bari           | 1 – 0 | Cremonese | Stadio della Vittoria\| Arbitro: \| Leni (Perugia) \| |
| Arbitro:                        | Leni (Perugia) |       |           |                                                       |

| Arbitro: | Bianciardi (Siena) |

|                |           |  |
| Pellegrini 31’ | Marcatori |  |

| Arbitro: | Ballerini (La Spezia) |

|  |           |             |
|  | Marcatori | 49’ Carotti |

### Statistiche di squadra
| Competizione | Punti | In casa | In casa | In casa | In casa | In casa | In casa | In trasferta | In trasferta | In trasferta | In trasferta | In trasferta | In trasferta | Totale | Totale | Totale | Totale | Totale | Totale | DR |
| Competizione | Punti | G       | V       | N       | P       | Gf      | Gs      | G            | V            | N            | P            | Gf           | Gs           | G      | V      | N      | P      | Gf     | Gs     | DR |
| ------------ | ----- | ------- | ------- | ------- | ------- | ------- | ------- | ------------ | ------------ | ------------ | ------------ | ------------ | ------------ | ------ | ------ | ------ | ------ | ------ | ------ | -- |
| Serie B      | 37    | 19      | 8       | 8       | 3       | 22      | 14      | 19           | 3            | 7            | 9            | 14           | 25           | 38     | 11     | 15     | 12     | 36     | 39     | -3 |
| Coppa Italia | ..    | ..      | .       | .       | .       | ..      | ..      | ..           | .            | .            | .            | ..           | ..           | ..     | .      | .      | .      | ..     | .      | +- |
| Totale       | ..    | ..      | .       | .       | .       | ..      | ..      | ..           | .            | .            | .            | ..           | ..           | ..     | .      | .      | .      | ..     | .      | +- |

### Statistiche dei giocatori
| Giocatore     | Serie B  | Serie B | Coppa Italia | Coppa Italia | Totale   | Totale |
| Giocatore     | Presenze | Reti    | Presenze     | Reti         | Presenze | Reti   |
| ------------- | -------- | ------- | ------------ | ------------ | -------- | ------ |
| C. Bencina    | 26       | 0       | ?            | ?            | 26+      | 0+     |
| L. Boni       | 25       | 1       | ?            | ?            | 25+      | 1+     |
| F. Bonomi     | 32       | 6       | ?            | ?            | 32+      | 6+     |
| R. Casari     | 6        | -3      | ?            | ?            | 6+       | -3+    |
| D. Cucunato   | 1        | 0       | ?            | ?            | 1+       | 0+     |
| S. Di Chiara  | 28       | 0       | ?            | ?            | 28+      | 0+     |
| F. Ferri      | 26       | 1       | ?            | ?            | 26+      | 1+     |
| G. Finardi    | 36       | 7       | ?            | ?            | 36+      | 7+     |
| S. Frutti     | 33       | 8       | ?            | ?            | 33+      | 8+     |
| M. Gaiardi    | 23       | 0       | ?            | ?            | 23+      | 0+     |
| G. Galbagini  | 17       | 0       | ?            | ?            | 17+      | 0+     |
| R. Galvani    | 8        | 1       | ?            | ?            | 8+       | 1+     |
| F. Garzilli   | 7        | 0       | ?            | ?            | 7+       | 0+     |
| M. Gilardi    | 1        | 0       | ?            | ?            | 1+       | 0+     |
| V. Marini     | 23       | 0       | ?            | ?            | 23+      | 0+     |
| D. Montani    | 35       | 1       | ?            | ?            | 35+      | 1+     |
| M. Montorfano | 13       | 0       | ?            | ?            | 13+      | 0+     |
| D. Mugianesi  | 4        | 0       | ?            | ?            | 4+       | 0+     |
| M. Nicolini   | 33       | 5       | ?            | ?            | 33+      | 5+     |
| S. Paolinelli | 38       | 0       | ?            | ?            | 38+      | 0+     |
| L. Reali      | 32       | -36     | ?            | ?            | 32+      | -36+   |
| P. Rossi      | 7        | 0       | ?            | ?            | 7+       | 0+     |
| G. Vialli     | 31       | 5       | ?            | ?            | 31+      | 5+     |